# Teal'c
Teal'c je lik iz znanstvenofantastične nanizanke Zvezdna vrata.
Bil je glavni Apofisov Jaffa. Njegovega očeta je ubil sistemski lord Kronos, zato se je tudi priključil Apofisu, njegovemu glavnemu nasprotniku.
Njegov mentor, ki je bil včasih tudi sam glavni Jaffa, mu je dokazal, da njihovi gospodarji sistemski lordi niso bogovi, saj imajo moč le zaradi svoje tehnologije, s katero lahko vladajo nevednim. Ko je Apofis zajel ekipo SG-1, jim je zato pomagal pobegniti in je kasneje postal član ekipe SG-1. Ves čas je bil dobrodošla pomoč, saj je poznal Goa'ulde, njihovo politiko in vojaško taktiko. Pri vseh sistemskih lordih je bil zelo osovražen, ker si je drznil zapustiti Apofisa.
Kasneje je zbral tudi druge Jaffe, ki so tako kot on pobegnili svojim gospodarjem in so se kasneje borili proti sistemskim lordom.